# ウィリアム・ピット (初代チャタム伯爵)
初代チャタム伯爵ウィリアム・ピット（英語: William Pitt, 1st Earl of Chatham, PC, FRS、1708年11月15日 - 1778年5月11日）は、イギリスの政治家、貴族。
1735年にホイッグ党の庶民院議員に当選し、政界入り。ロバート・ウォルポール首相の「軟弱外交」を批判するタカ派若手政治家として頭角を現し、庶民院で影響力を拡大させた。1757年から1761年にかけて第2次ニューカッスル公爵内閣で南部担当国務大臣を務め、七年戦争を実質的に指導し、インド亜大陸や北アメリカや西インド諸島などの植民地でフランス勢力を駆逐することに成功し、大英帝国の基礎を築いた。その後首相（在任：1766年7月30日 - 1768年10月14日）も務めたが、首相在任時には大きな業績はなかった。
通称大ピット（William Pitt the Elder）。フランス革命戦争・ナポレオン戦争時の首相ウィリアム・ピット（小ピット）は次男である。

## 概要
1708年に大地主の庶民院議員の息子として生まれる。オックスフォード大学トリニティ・カレッジやオランダ・ユトレヒト大学で学んだ後、1735年に庶民院議員選挙に当選して議会入りを果たした（→議会入りまで）。
ホイッグ党に所属したが、当時はホイッグ党優越の時代であり、トーリー党が脅威でなかったため、ホイッグ党内で党派対立があり、ピットもロバート・ウォルポール首相の「軟弱外交」を批判する若手タカ派議員として活躍。やがて庶民院で大きな影響力を持つようになった（→最初の野党期(1735-1746)）。1746年にはヘンリー・ペラム首相の求めに応じて、陸軍支払長官に就任し、続く第1次ニューカッスル公爵内閣でも留任したが、処遇に不満を抱き、政権内から政権批判を行うようになったため、1755年に罷免された（→ペラム・第1次ニューカッスル公内閣陸軍支払長官(1746-1755)）。
1756年に七年戦争が勃発し、その戦争指導の失敗でニューカッスル公爵内閣が総辞職すると、代わってデヴォンシャー公爵を名目上の首相（第一大蔵卿）、ピットを事実上の首相（南部担当国務大臣）とするデヴォンシャー公爵内閣が成立した（→デヴォンシャー公内閣南部担当大臣(1756-1757)）。
国王ジョージ2世のハノーファー優先策に否定的だったため、一時的に罷免されたものの、ピットなしでの政権運営は不可能な情勢になっていたので、1757年6月にはニューカッスル公爵と手を組んで第2次ニューカッスル公爵内閣を組閣することに成功し、同内閣に南部担当大臣として入閣、事実上の首相として七年戦争の指導にあたった（→第2次ニューカッスル公内閣南部担当大臣(1757-1761)、→再就任の経緯）。
ヨーロッパ大陸での戦いは同盟国プロイセンへの資金援助に留めて深入りせず、代わりに植民地でのフランスとの戦いに戦力を集中した。その結果、インド亜大陸、北アメリカ、インド諸島などにおいてフランス勢力を駆逐することに成功し、後の世界最大の植民地帝国大英帝国建設の基礎を築いた（→戦争指導と大英帝国の建設）。しかし大陸での戦いはプロイセンの疲労で停滞し、1760年後半には国内で厭戦気分が高まり、同年10月に七年戦争の早期講和を目指すジョージ3世が即位したことで立場を弱め、スペインに対する宣戦布告の是非をめぐる閣内論争において国王の寵臣ビュート伯爵に敗れて、1761年10月に辞職を余儀なくされた（→辞職の経緯）。
下野後、再び野党となり、ビュート伯爵内閣とグレンヴィル内閣を批判した。とりわけグレンヴィル政権の植民地に対する課税政策に強く反対した（→再度の野党期(1761-1766)）。
政権の不安定が続く中、1766年7月末に至って安定政権樹立を望むジョージ3世から組閣の大命を受け、首相に就任した。またチャタム伯爵に叙され、貴族院議員に転じた。しかしこの頃から病が深刻になり、指導力を発揮できなくなり、内閣はピットの意思に反して対植民地強硬路線に傾いていき、アメリカ植民地との関係を悪化させた。植民地への重負担に反対するピットは閣内で孤立していき、1768年10月に至って辞職を余儀なくされた（→大ピット内閣(1766-1768)）。
下野後、三度野党となり、グラフトン公爵内閣やノース卿内閣を批判したが、同じ野党のロッキンガム侯爵派と連携できず、それがノース卿内閣の長期政権化につながった。1778年5月に死去。彼の派閥はシェルバーン伯爵が引き継ぎ、またチャタム伯爵位は長男のジョンが継承した（三度目の野党期と死去(1768-1778)）。
首相時の業績よりも第2次ニューカッスル公爵内閣の閣僚期の七年戦争の戦争指導が最も高く評価されている。平民出身で長く庶民院議員だったため、「偉大なる平民」と呼ばれた。国王や貴族を侮蔑して憚らなかったため、国王ジョージ3世からは「反逆のラッパ」と渾名された。党派を嫌っており、全ての党派を解体して各党派の最良の部分を自らが「愛国首相」として率いることを夢見ていた（→人物・評価）。
首相ジョージ・グレンヴィルの妹ヘスターと結婚し、彼女との間に3男2女を儲けた。そのうちの次男がフランス革命戦争・ナポレオン戦争時の首相小ピットである（→家族）。

## 生涯

### 議会入りまで
1708年11月15日、庶民院議員ロバート・ピットとその後妻ハリエット（旧姓ヴィリアーズ）の息子としてロンドン・ウェストミンスターに生まれる。大地主階級の出身であった。マドラス知事をつとめたトマス・ピットは祖父にあたる。祖父は、フランスの摂政オルレアン公フィリップ2世にダイヤモンドを売りつけ、135,000ポンドの利益をあげたことで知られる。
イートン校を経て、オックスフォード大学トリニティ・カレッジやオランダのユトレヒト大学で学ぶ。
大学卒業後、陸軍の第2騎兵連隊（後の第1近衛軽騎兵連隊）に入隊した。
ホイッグ党貴族のテンプル家やグレンヴィル家との縁故で政界進出を目指すことになり、1735年にオールド・サラム選挙区から立候補し、ホイッグ党の庶民院議員に当選。以降1747年まで同選挙区から当選した。その後シーフォード選挙区、オールドバラ選挙区、オークハンプトン選挙区、バース選挙区と選挙区を変えながらも1766年の叙爵まで庶民院議員に当選し続けた。
陸軍は議会での処女演説前の1736年に退役した。

### 最初の野党期(1735-1746)
ピットが議会入りした当時、首相ロバート・ウォルポールの指導の下にホイッグ党一党優位体制が築かれていた。トーリー党はウォルポールの巧みな政局運営やジャコバイト扱いされたことで信用を落としており、慢性的な少数野党状態に陥っていた。トーリー党が脅威でないため、ホイッグ党はいくつかの党派に分裂しており、中には政権を批判する野党党派も出現するようになっていた。
ピットもタカ派若手議員としてウォルポール首相の「軟弱外交」を批判して活躍し、庶民院内で影響力を拡大させた。また国王ジョージ2世の長男であった皇太子フレデリック・ルイスに接近し、1737年から1745年にかけて皇太子の寝室宮内官を務めた。
ジョージ2世から強硬派として倦厭されていたため、1742年2月にウォルポールが退陣した後の新政権に入閣できず、引き続き野党の立場を取り続けた。オーストリア継承戦争をめぐってはハノーファー王国軍をイギリスの負担で維持する政策を「ハノーファー優先」と批判した。
1744年に初代マールバラ公爵ジョン・チャーチルの未亡人サラ・ジェニングスが亡くなると、彼女の遺言によりピットに1万ポンドと地所が遺贈された。サラはウォルポールを毛嫌いしており、ピットがウォルポールに対して容赦ない攻撃をしていたのが爽快だったというのが遺贈の表向きの理由であったが、その鋭い慧眼でピットに大英帝国を築き上げる素質を感じたためとも言われている。

### ペラム・第1次ニューカッスル公内閣陸軍支払長官(1746-1755)

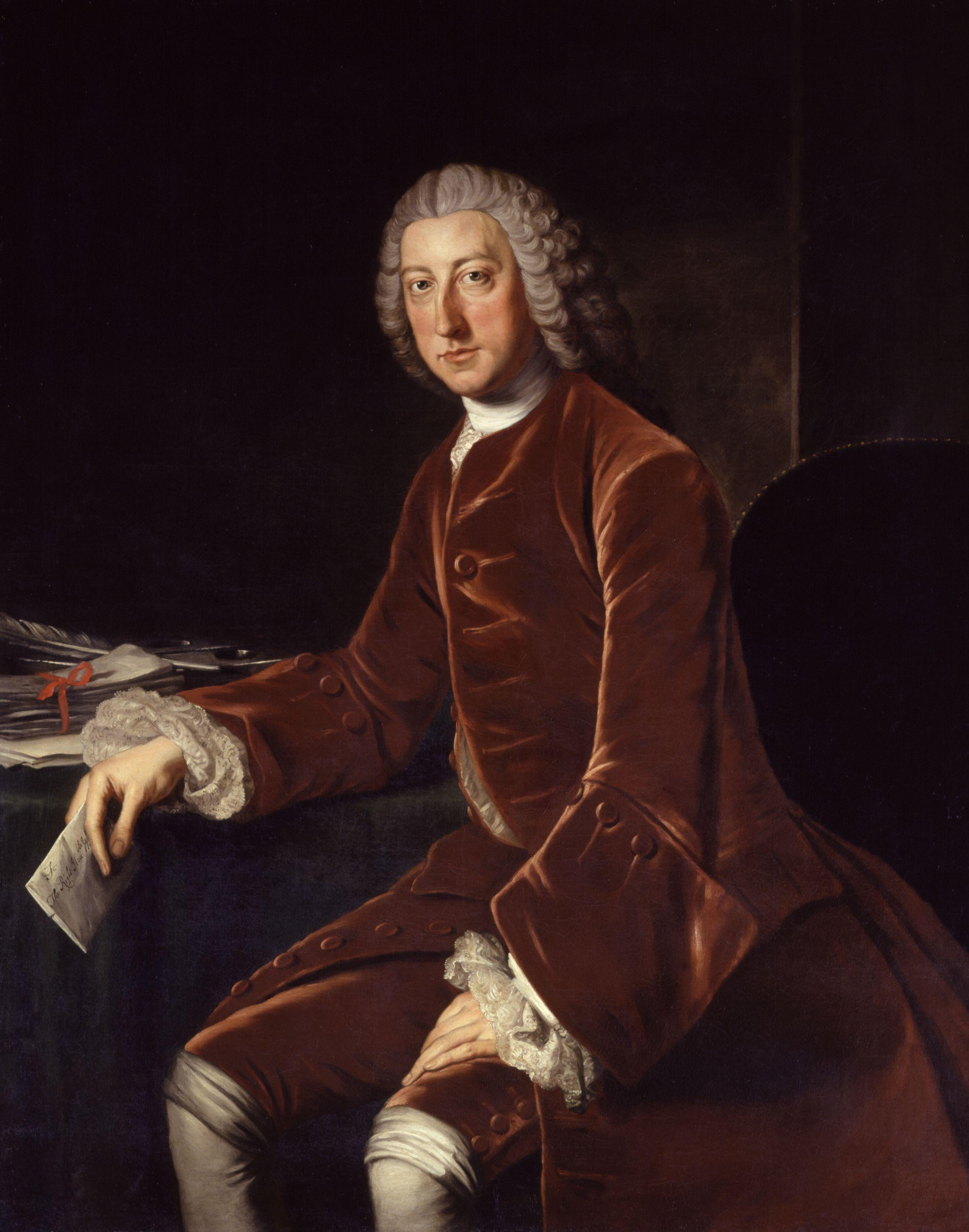
1754年のピットを描いた肖像画（ウィリアム・ホーア画）

ジャコバイトの反乱鎮圧後、ヘンリー・ペラム内閣は議会での支持者拡大を狙ってピットを政権に取り込もうとし、渋る国王を一悶着の末に説得してピットに入閣を要請した。ピットはこの要請に応じ、1746年からペラム内閣の陸軍支払長官に就任した。ただこの官職はさほど重要ではなく、庶民院における自己の重要性を意識するピットにとって満足のいくポスト配分ではなかった。
ペラムの死去後に成立した初代ニューカッスル公爵トマス・ペラム＝ホリスの第1次ニューカッスル公爵内閣でも陸軍支払長官に留任したが、この頃までにはピットの不満は抑え難いものとなっていた。1754年の解散総選挙は政府の勝利に終わったが、同年11月から招集された新議会ではピットはヘンリー・フォックス（後の初代ホランド男爵）とともに官職に就いたまま政府批判を展開した。1755年12月にフォックスが閣内大臣に就任すると彼とも絶交して野党活動を強化していった。
ちょうどその頃、ニューカッスル公爵内閣は外交面で失態を続けていた。北アメリカではフレンチ・インディアン戦争が勃発し、英仏が武力衝突したが、陸でも海でも敗北した。また1755年夏から秋にかけてはハノーファーの安全を確保すべくヘッセン大公国やロシア帝国と条約して資金提供を行ったが、この政策は各方面から不人気だった。ピットはこれらを攻撃材料にして激しい政府批判を展開するようになった。ピットが完全に野党の立場に移ったことから、ニューカッスル公爵はピットを陸軍支払長官職から罷免した。

### 七年戦争の勃発
1756年に入るとイギリスとロシアの接近を恐れたプロイセン国王フリードリヒ2世（大王）がイギリスに接近し、ウェストミンスター協定を締結。これに反発したロシア・オーストリア・フランスが接近を開始した。イギリス国内のフランス脅威論は高まり、1756年5月にイギリスはフランスに宣戦布告した。さらに同年8月にプロイセンがロシア・オーストリア・フランスを敵に回してザクセンへ進攻したことで七年戦争が勃発した。
イギリス軍は開戦間もなく英領ミノルカ島をめぐる戦いでフランス軍に敗れ、北アメリカでも敗戦を重ね、劣勢に立たされた。フォックスは野党からの攻撃を恐れてニューカッスル公内閣を見限り、庶民院院内総務職を辞任した。フォックス以外で庶民院を統制できる実力者はピットしかおらず、ニューカッスル公はピットに協力を要請したが、ピットはそれを拒否した。そのため内閣は1756年11月にも総辞職を余儀なくされた。
植民地の情勢に明るく欧州大陸よりも植民地を重視するピットは、ハノーファーや欧州大陸しか関心をもたなかったジョージ2世とは大変仲が悪かった。しかしピット以外に会期の迫る議会を乗り切れる政治家はなく、ジョージ2世もピット中心の内閣の組閣を認めるより他になかった。

### デヴォンシャー公内閣南部担当大臣(1756-1757)
ピットは財政の知識が乏しかったので第一大蔵卿（首相）の座は第4代デヴォンシャー公爵ウィリアム・キャヴェンディッシュに譲り、自身は南部担当国務大臣として入閣し、戦争指導に集中した。このピット＝デヴォンシャー公爵内閣はデヴォンシャー公爵が名目上の首相、ピットが実質的な首相であったと評価されている。
ピットは「愛国者」として海軍力増強と植民地での戦闘に力を入れ、ジャコバイトの反乱の中心地になったスコットランド・ハイランドに正規軍の連隊を編成したり、民兵制度改革で国民の戦争協力の強化を目指したが、ニューカッスル公爵を排除して政権に就いた経緯から議会の広範な支持を得られず、政権が安定しなかった。またハノーファー重視のジョージ2世と意見があわなかったうえ、他方で国王のハノーファー重視に一定の配慮もせざるをえなかったため、庶民院において彼を支持していた「独立派」議員からの支持も弱体化した。
そうした背景から1757年4月上旬をもってジョージ2世により罷免された。

### 第2次ニューカッスル公内閣南部担当大臣(1757-1761)

#### 再就任の経緯
しかし更迭された後のピットは再び妥協をやめたので「愛国者」として人気を回復していった。結局ピットなしでは安定政権樹立は不可能という情勢になり、ニューカッスル公とピットが手を組むことになり、1757年6月末に第2次ニューカッスル公爵内閣が成立、ピットは再び南部担当大臣として入閣した。
この内閣では首相ニューカッスル公が国王と議会の支持を確保し、ピットが戦争を指導して庶民院の「独立派」と国民の支持を確保する役割を担っていた。ピットは「今この国を救えるのは私だけだ」と語り、首相ニューカッスル公にさえ面と向かって異論を唱えたという。

#### 戦争指導と大英帝国の建設

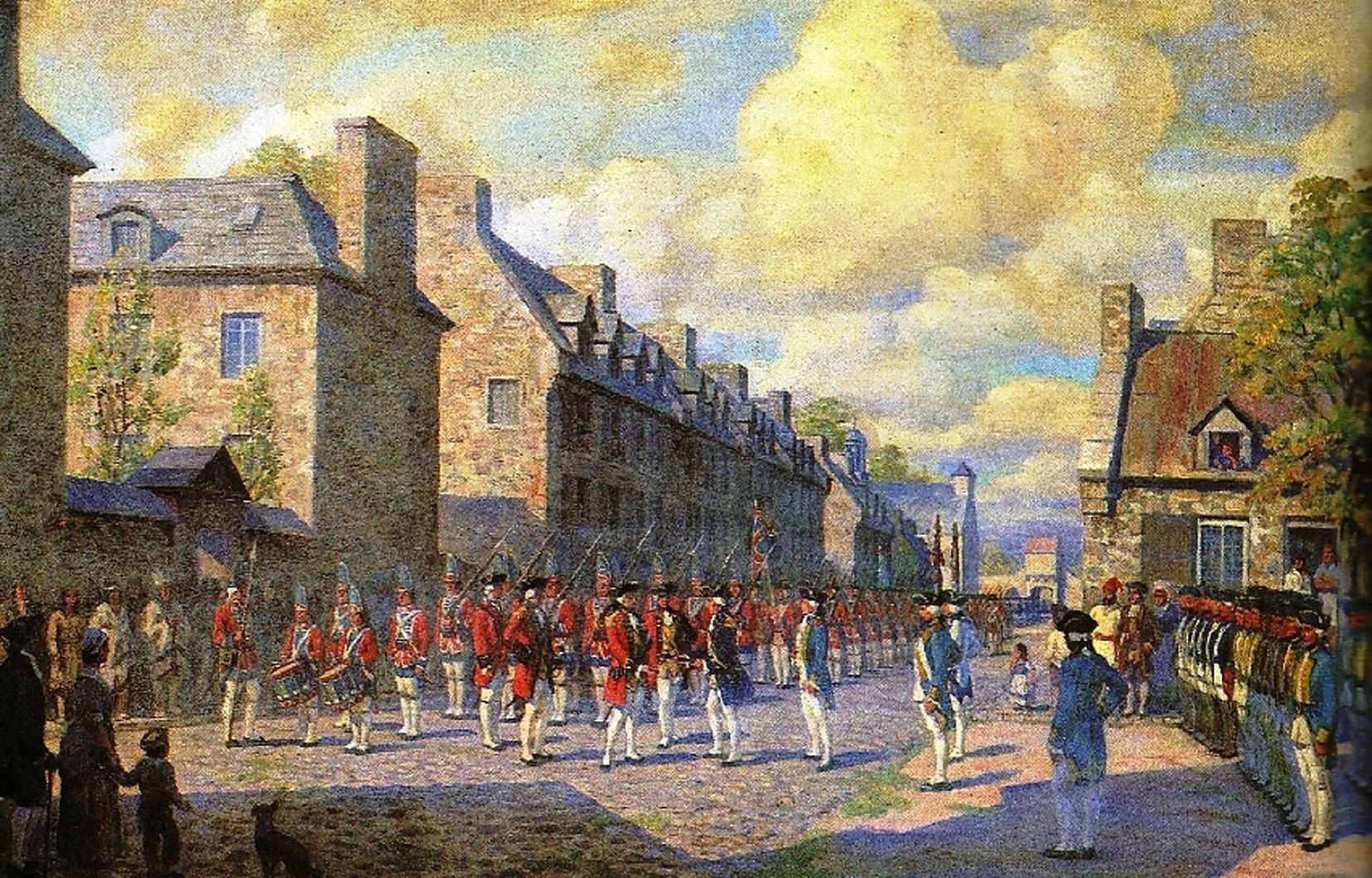
イギリス軍のモントリオール占領を描いた絵画。

ピットは、初代アンソン男爵ジョージ・アンソン提督を海軍大臣に再任させ、エドワード・ボスコーエン、ホーク、ソンダースといった提督やジェフリー・アマーストやジェームズ・ウルフといった将軍を能力本位で起用した。
また戦争指導の方針としては欧州大陸では同盟国プロイセンに対する資金援助を中心にして深入りせず、海上や北アメリカ大陸・インド等の植民地での対仏戦争に戦力を集中させた。
就任直後には大陸でのイギリスとプロイセンは苦しい戦況にあったが、1757年11月から12月にプロイセンがロスバッハの戦いやロイテンの戦いに勝利したため、事態打開の兆しが見えた。1758年4月にはプロイセンと第二次ウェストミンスター協定を締結して同盟関係を強化し、イギリスはプロイセンに多額の資金を与えた。
植民地における戦いも好調だった。インドでは1757年6月にフランスの支援を受けたベンガル太守をプラッシーの戦いで撃破することに成功し、ベンガル地方の支配権を確立できた。また1758年12月にはマドラスの防衛にも成功した。北アメリカでもピットが任じた軍人たちが活躍し、1758年7月にはルイスバーグを陥落させ、11月にはデュケーヌ要塞を陥落させた。
1759年は「奇跡の年」と呼ばれ、イギリスの戦勝が更に増加した。8月にはラゴス沖の海戦、11月にはキブロン沖の海戦に勝利し、フランス軍のイギリス上陸作戦を不可能にした。北アメリカでは7月にはナイアガラ要塞、9月にはケベック、1760年9月にモントリオールを占領したことでフランスはカナダから駆逐された。
西アフリカのセネガルでも勝利を収めた。
これら七年戦争の植民地での戦闘の勝利で、名誉革命以来長く続いていたフランスとの植民地争奪戦に終止符が打たれ、イギリスはインド、北アメリカ大陸、西インド諸島を掌握。これらが後に世界最大の植民地帝国となる大英帝国の土台となった。とりわけインドは東洋に大帝国を建設する上で重要な存在となった。

#### 辞職の経緯
一方でヨーロッパ大陸ではプロイセンの疲労により戦況が好転しなかった。この影響で1760年後半になるとイギリス国内でも厭戦気分が高まった。
さらに1760年10月25日にジョージ2世が崩御し、その孫である22歳のジョージ3世が即位した。ジョージ3世は寵臣第3代ビュート伯爵ジョン・ステュアートの影響で七年戦争の早期講和を望んでおり、勝利まで戦争続行を唱えるピットやその影響下のニューカッスル公を嫌い、ビュート伯爵を閣僚に抜擢して彼らを牽制した。またビュート伯爵はスコットランド貴族であり、上下院いずれにも議席も持っていなかったので、彼の大臣就任は議会議員を大臣に任命するという長年の慣行が破られた形であり、その点からも批判があった。
1761年8月にフランスとスペインが同盟を締結すると、ピットはスペインにも宣戦布告すべきことを訴えたが、国王とビュート伯爵はそれに反対した。首相ニューカッスル公も財政が持たないことと国民の厭戦気分が高まっている事を理由にスペインとの開戦には反対した。孤立したピットは1761年10月に辞職した。
この時のピットの怒りは激しく「2度と公人として働きたくない」と吐き捨てたという。しかしこの後もピットは庶民院への巨大な影響力を有し続けた。この後の5年に渡る政局混乱はピットの予測不能な行動によるところが大きかったといわれる。

### 再度の野党期(1761-1766)
下野後、組閣の大命を受ける1766年7月まで再び野党の立場となったが、1762年から1764年にかけてピットは痛風が悪化して議会に出席することが少なくなった。そのため野党は強力な指導者を欠く状態となり、分裂状態に陥っていた。
1762年5月に首相ニューカッスル公爵は辞職し、ビュート伯爵が代わって首相に就任したが、議会政治を危機に陥れて成立したこの内閣は当初より不人気であり、逆にピットはビュート伯爵と対比される形で人気を上昇させた。結局1763年4月にビュート伯爵は辞任し、代わってジョージ・グレンヴィルが首相に就任した。グレンヴィルは庶民院議員であったものの、ビュート伯爵の影響力が強かったのでやはり批判が多い政権となった。ピットに近いジョン・ウィルクスが1763年4月に国王勅語を批判し、それに対してグレンヴィル政権が「一般逮捕状」でウィルクスを逮捕したことにはじまるウィルクス事件もこの時期に発生している。
グレンヴィル政権は1765年3月に植民地での歳入増加を目指して印紙法を可決させたが、これはアメリカ植民地人から強い反発を招いた。「本国には植民地に課税する権利がある」というのは当時のイギリス政治家の主流意見であったが、その中にあってピットは当初より植民地への課税に反対だった（結局この印紙税はアメリカ植民地人のイギリス製品ボイコット運動を招いたため、政権交代後に廃止されることになる）。
1765年7月にはグレンヴィル内閣が倒れ、ピットと同じくグレンヴィル政権を批判してきた第2代ロッキンガム侯爵チャールズ・ワトソン＝ウェントワース（ニューカッスル公の派閥の継承者）が組閣したが、ピットは同内閣への入閣を拒否した。まもなく政権運営に行き詰ったロッキンガム侯は、1766年1月に再度ピットに協力を要請したが、ピットはこの時も拒否した。

### 大ピット内閣(1766-1768)
安定政権を望んでいたジョージ3世は、1766年7月末にロッキンガム侯を罷免し、ピットに組閣の大命を与える決断を下した。
ピットは王璽尚書として内閣を率い、一般に首相と見られる役職第一大蔵卿には第3代グラフトン公爵オーガスタス・フィッツロイを就任させた。しかし組閣の大命を受けたのはピットであり、主導したのもピットであったため、この内閣は一般にはピット内閣と呼ばれる。他に財務大臣としてチャールズ・タウンゼント、北部担当国務大臣としてヘンリー・シーモア・コンウェイが入閣した。閣僚の大半は前政権からの参加者であり、唯一のピット派の閣僚が南部担当大臣として入閣した第2代シェルバーン伯爵ウィリアム・ペティだった（彼は後にピットの派閥を継承する）。
首相就任直後の1766年8月4日にチャタム伯爵に叙され、貴族院へ移籍したが、これは「偉大な平民」と呼ばれて人気が高かったピットにとって人気急落と政権不安定化の要因となった。ピットは「全ての派閥を解消し、あらゆる党派の最良の部分を内閣に生かす」としていたが、ピットの政権運営は非妥協的だったので、もともと敵対関係のグレンヴィル派や第4代ベッドフォード公爵ジョン・ラッセル派に加えて、折衷的だったロッキンガム侯爵派まで完全に野党陣営に追いやってしまった。結局ピットは党派解消どころか、全ての党派を敵に回す格好になってしまった.
またピットはこの頃から病気で体調を悪化させることが増え、政治に専念できなくなり、指導力を低下させていた。特に1767年春に躁鬱病を罹患するとほとんど政治的な役割を果たせなくなった。
そのため内閣の政策は元来のピットの主張と異なり、対植民地強硬派閣僚に押し切られたものとなった。1767年夏には財務大臣タウンゼンドの主導でタウンゼンド諸法が制定され、植民地支配機構が強化されるとともにガラス、紙、茶、鉛などに輸入関税がかけられた。アメリカ植民地はこれに強く反発した。
1767年末には対植民地強硬派のベッドフォード公爵派が政権に参加してきたため、政権は一層植民地に対して高圧的になった。ピットやシェルバーン伯爵の植民地に対する穏健な姿勢を支持する閣僚は減り、ついに1768年10月に至って閣内で孤立したピットとシェルバーン伯爵は辞職することになった。

### 三度目の野党期と死去(1768-1778)

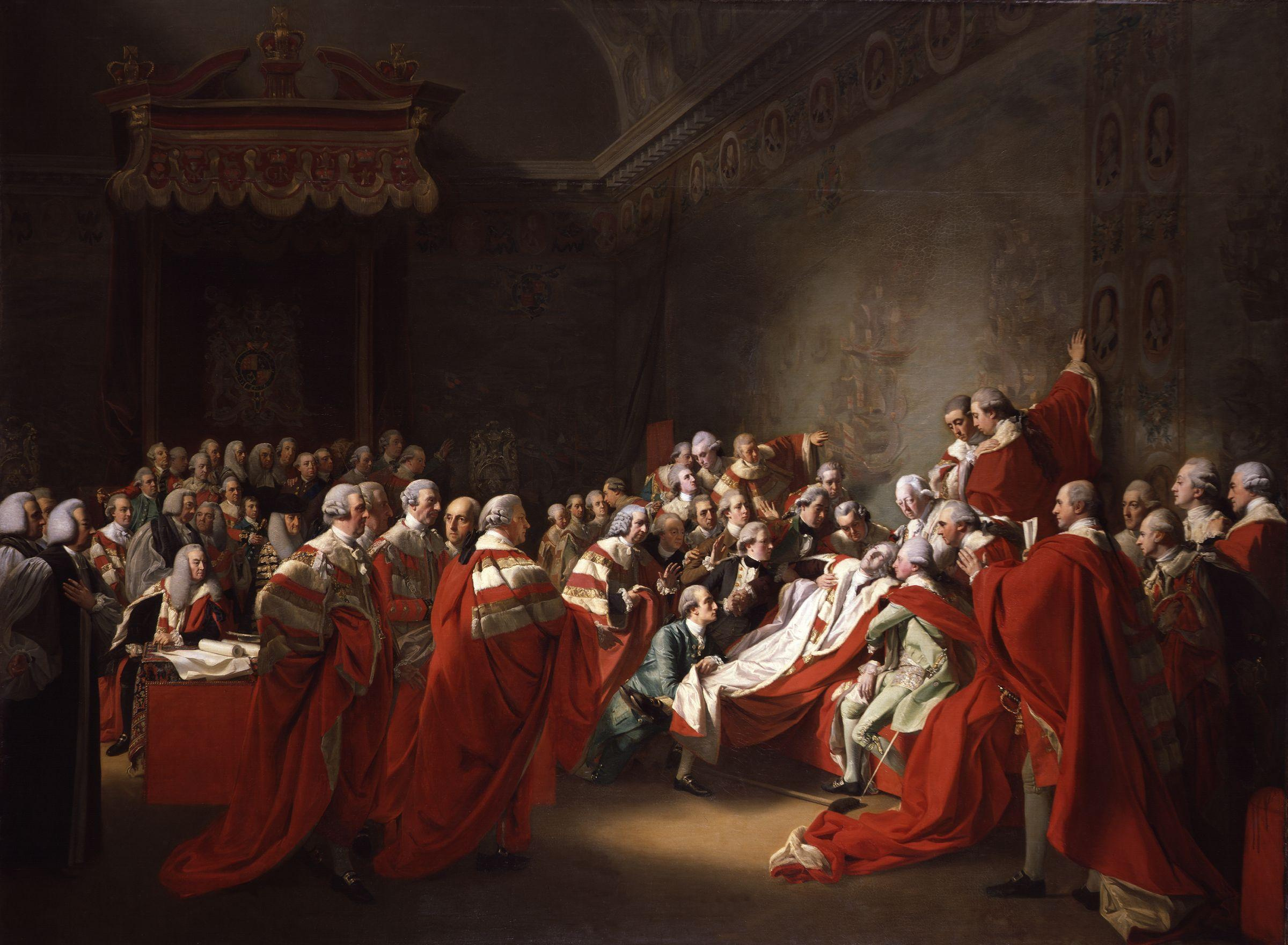
貴族院議場での演説中に倒れたチャタム伯爵ウィリアム・ピットを描いた絵画（ジョン・シングルトン・コプリー画）

この後、グラフトン公爵内閣が成立し、ついで1770年1月末から長期政権となるノース卿内閣が発足した。ピットはそのどちらにも野党の立場を取った。1770年代の野党にはロッキンガム侯爵派とピット派、その他の「独立派」の議員がいたが、ピットは政党・党派を嫌っていたので、彼の派閥はさほど組織だった物とはならず、組織的なロッキンガム侯爵派より常に少数派であった。
また、ピット派とロッキンガム侯爵派は、野党共闘が取れなかった。ピットが州選出議員の増加を訴えた際にも、国王の政治介入に腐敗の原因を求めるロッキンガム侯爵派は賛成しなかった。さらに、1770年6月に、ピットに近い政治家で、議会外改革運動のウォルクス運動とピットの懸け橋となっていたウィリアム・ベックフォードが死去し、これがきっかけでピット派と議会外改革派との繋がりが失われてしまった。
1771年春にはピット派とロッキンガム侯爵派の議員が庶民院議場で衝突し、野党共闘の目は無くなった。この野党の分裂状態を背景にノース卿内閣は長期安定政権を維持することになる。
アメリカ独立戦争をめぐっては自らが作り上げた植民地帝国の崩壊を恐れ、アメリカ独立に反対した（ロッキンガム侯爵派は賛成であったため、両派の距離は更に広がった）。そのため戦争を遂行するノース卿内閣は1778年3月にピットに政権への協力要請を行ったが、ピットの条件が厳しかったため、この交渉は決裂した。
その直後の1778年4月、貴族院議場で植民地維持を訴える演説をしていた際に倒れ、一か月後の5月11日にケント州・ヘイスで死去した。
チャタム伯爵位は長男のジョンが継承した。ピットの派閥はシェルバーン伯爵が引き継いだ。

## 人物・評価

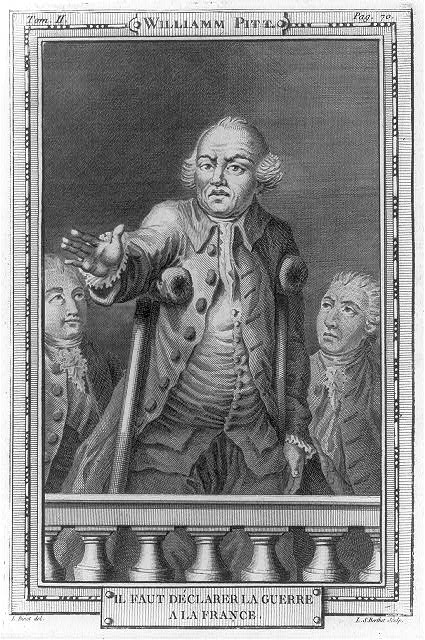
1755年の庶民院でフランスとの開戦を求めたピットを描いた絵。

首相時代の事績より第2次ニューカッスル公爵内閣期の七年戦争の戦争指導によって高い評価を得ている。この戦争の勝利でイギリスは北アメリカとインド亜大陸からフランスを追って覇権を構築し、世界最大の植民地帝国大英帝国を建設する基礎を築いたからである。
平民出身のピットは「国民の声を聞け」と国王に要求して国王から煙たがられた。国王や貴族を侮蔑して憚らず、ジョージ3世やニューカッスル公に公然と盾突いた。そのためジョージ3世はピットのことを「反逆のラッパ」と渾名した。長く平民・庶民院議員で通したため、「偉大な平民」と呼ばれて尊敬された（その反動で1766年にチャタム伯爵位を受けた際には批判に晒された）。
彼の行動理念は政党・党派を否定して「愛国王」（初代ボリングブルック子爵ヘンリー・シンジョンの概念）ならぬ「愛国首相」になることであった。第4代オーフォード伯爵ホレス・ウォルポールは「できる限りあらゆる陣営から優秀な人材を引きぬいて、全ての政党を瓦解させることがチャタムの年来の意図であった」と述べている。ルイス・バーンスタイン・ネイミアは「チャタムは孤独な人間だった。自分と世間の間に垣根を設けていて少数の者にしかそれを越すことを許さなかった」と論じており、彼が政党政治家になりたがらなかったのは、この孤独な性格に起因していたとも言われる。サミュエル・ジョンソンは「ウォルポールは王から国民に与えられた首相だったが、ピットは国民から王に与えられた首相だった」と評したと言われている。
雄弁家だったといわれ、同時代の第2代ウォルドグレイヴ伯爵ジェイムズ・ウォルドグレイヴはピットについて「彼は独特の明晰で流麗な表現力をもっている。そして完成された雄弁家であり、庶民院をいつも興奮させたり、魅了したりしている。彼は冷静で猛烈に積極的に慎重に対処するという、あらゆる素質を備えている。彼は現代人民の指導者であり、代表選手である。しかし愛国者のマスクの下に暴君の専制的精神を秘めている」と評している。しかし手紙を書くのは苦手だったとされ、「弁舌は当代随一、だが手紙を書かせたら当代最悪」との評価も残る。
文芸の知識は乏しかったが、デモステネスとボリングブルック子爵の著書だけは目を通したという

## 栄典

### 爵位
1766年8月4日に以下の爵位を新規に叙された
- ケント州における初代チャタム伯爵 (1st Earl of Chatham, in the County of Kent)
(勅許状によるグレートブリテン貴族爵位)
- サマセット州におけるバートン・ピンセントの初代ピット子爵 (1st Viscount Pitt, of Burton Pynsent in the County of Somerset)
(勅許状によるグレートブリテン貴族爵位)

### その他
- 1744年1月26日、王立協会フェロー (FRS)[5]
- 1746年5月28日、枢密顧問官（PC）[5]

## 家族

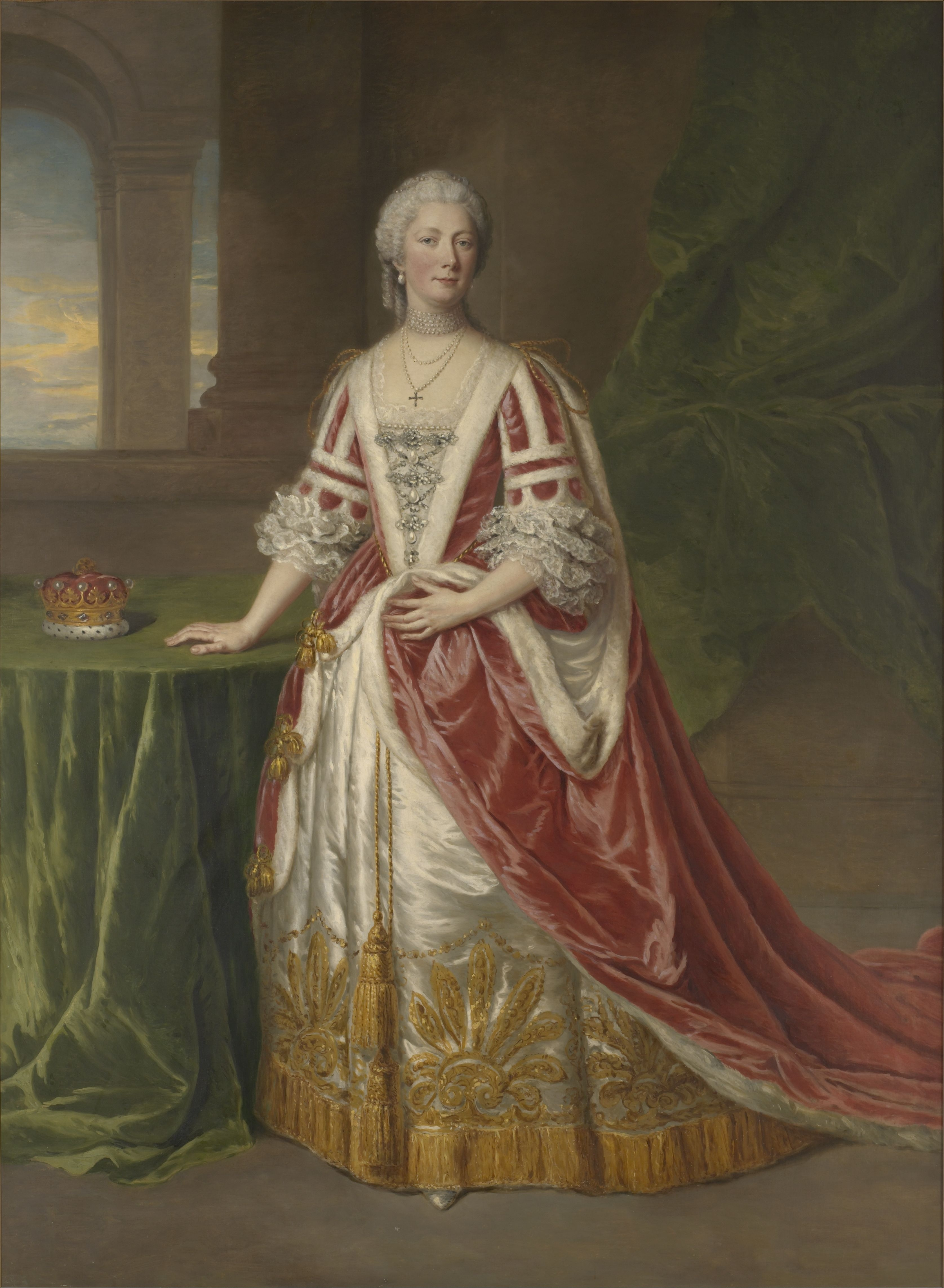
妻のヘスター。

1754年、ヘスター・グレンヴィル（庶民院議員リチャード・グレンヴィルの娘。首相ジョージ・グレンヴィルの妹）と結婚し、彼女との間に以下の5人の子供を儲けた。
1. 第1子（長女）ヘスター（1755年 - 1780年） - 第3代スタンホープ伯爵チャールズ・スタンホープ（英語版）と結婚。19世紀にアラビアを旅したレディ・ヘスター・スタンホープの母。
2. 第2子（長男）ジョン（英語版）（1756年 - 1835年） - 第2代チャタム伯爵
3. 第3子（次女）ハリエット（1758年 - 1786年） - エドワード・ジェームズ・エリオットと結婚。
4. 第4子（次男）ウィリアム（1759年 - 1806年） - 首相。通称「小ピット」
5. 第5子（三男）ジェームズ・チャールズ（1761年 - 1781年）